# Bigourdans
Pour les articles homonymes, voir Bigourdan.
Les Bigourdans sont les habitants de la Bigorre, une région qui représente une grande partie du département des Hautes-Pyrénées, sachant que deux enclaves bigourdanes sont situées dans le département voisin des Pyrénées-Atlantiques. La population bigourdane constitue une part des Gascons, des Occitans et des Français.

## Ethnonymie
Les habitants de la Bigorre sont historiquement connus sous plusieurs noms, à savoir : Bigourdans, Bigordans, Bigorrais, Bigorritains et Bigerrots. De plus, au XVIIIe siècle, certaines personnes écrivent Vigordan au lieu de Bigordan car dans la région, on ne fais pas la différence entre le [b] et le [v] à cette époque.
Il y a par ailleurs les formes latines Bigerrio dans les écrits de César et Bigerrus dans ceux de Pline et Paulin.

### Surnoms et proverbe
Les Romains ont surnommé les anciens Bigourdans hirsuti Bigorrei, qui signifie littéralement « hirsutes Bigourdans », après la mort de Valérius Préconius et la défaite de Manilius,. Les peaux des bêtes fauves et celles de quelques animaux domestiques que les Bigourdans façonnaient eux-mêmes composaient leurs vêtements, à cause de cela les Romains les avaient également surnommés pelliti.
Dans la première moitié du XIXe siècle, les Béarnais, leurs voisins, leur reprochent de manquer de franchise et ceux qui citent avec orgueil le proverbe Bearnès faus et courtès (Béarnais fidèles et courtois), ne manquent jamais d'ajouter Bigordan pir que can. Mais les Bigourdans préfèrent comprendre « fourbes et courtois » au lieu de « fidèles et courtois », en jouant sur l'ambigüité du mot faus.

## Anthropologie et ethnologie
Selon le Dictionnaire de Trévoux, les Bigerriones de César sont les Bigourdans. Avant la conquête de l’Aquitaine par Publius Crassus, les premiers Bigourdans vivaient en république et la ville de Tarbes en était la capitale. Le fort Bigorra, qui a donné son nom à la province, la défendait alors contre ses ennemis et  servait de refuge aux habitants de la campagne, lorsque la guerre les obligeaient à quitter leurs chaumières.
Au milieu du XVIIe siècle, Pierre Davity fait le descriptif suivant : pour le regard de la Bigorre, le peuple y est haut à la main, né aux armes, soudain en ses entreprises et toutefois dissimulé au possible, peu courtois, farouche et mal plaisant, si ce n'est aux vallées. Au reste, il n'endure pas aisément une injure et commet des meurtres pour légère occasion. Il est toutefois bon et loyal, et naturellement simple. La noblesse y est gaillarde, sociable, courtoise, bonne et renommée pour sa vaillance.
M. Picquet estime à la fin du XVIIIe siècle que de tous les peuples aborigènes des Pyrénées, les moins connus sont les Bigorrais, autrement dit les Bigourdans. Il ajoute que la beauté du climat les rend sains et agiles, on leur trouve en général un genre de physionomie distinctive et un ensemble uniforme. Le « Bigorrais agricole », sans cesse occupé à de rudes travaux, possède la force du corps, l'activité et l'impétuosité du courage ; il partage sa gaieté et sa vivacité avec les Basques, les Languedociens et les Provençaux. Enfin, la générosité et la bienfaisance sont pour les Bigourdans du XVIIIe siècle des vertus familières.
Tout et toujours à la patrie, dit Deville, le Bigourdan s’est distingué à toutes les époques par la profonde vénération qu’il a manifestée pour ses lois et par sa fermeté à défendre ses privilèges. Enthousiaste de sa liberté, convaincu que les lois n’étaient pas moins obligatoires pour les gouvernants que pour les gouvernés, il résista souvent et avec courage aux téméraires qui voulurent leur substituer leurs caprices et leurs volontés. D’autres fois, contraint de céder à la force ou aux circonstances, il fléchit devant ses tyrans ; mais ce fut en les méprisant et en déplorant la violation du pacte social outragé dans sa personne, et non les souffrances ou les persécutions auxquelles il était en butte, parce qu’il sut toujours les supporter avec résignation.
Le caractère du Bigourdan du XIXe siècle est ouvert, franc, altier et, en général, peu fait pour ramper. Un amour propre que l’ardeur de son imagination rend parfois un peu trop susceptible, lui fait repousser avec fierté, souvent avec dureté, l’ombre même d’une offense. Mais à peine a-t-il relancé le trait dont il avait été blessé, qu’il oublie la main qui l’avait dirigé, à moins que de nouvelles provocations ne viennent le choquer encore et, dans ce dernier cas, il est assez difficile à manier. Il est brave, enthousiaste de la liberté et tout à fait dévoué à sa patrie, mais il a parfois trop de violence dans ses emportements. Un des traits distinctifs du caractère des Bigourdans, c’est que l’injustice excite chez eux des sentiments dont ils ne sont pas toujours les maitres, tandis qu’on les mène à tout avec la douceur et la persuasion.
Sobres et laborieux, les Bigourdans se distinguent encore en 1818 par la franche cordialité avec laquelle ils s’acquittent des devoirs de l’hospitalité. Étranger, souffrant ou malheureux, sont des titres sacrés pour eux et jamais ils n'atteignirent en vain leurs oreilles. Vers 1835, d'après Abel Hugo, les mœurs et le caractère des habitants de Tarbes et des principales villes du département des Hautes-Pyrénées — dans lesquelles affluent les étrangers qui fréquentent les eaux thermales — sont empreintes d'urbanité et de politesse ; l'esprit de sociabilité y est répandu. On trouve à cette époque chez les Bigourdans une imagination vive, un esprit ardent et une sensibilité qui finit souvent en susceptibilité.
Dans l'Encyclopædia Britannica de 1984, les Bigourdans sont encore considérés en tant que groupe ethnique distinct, sur une carte intitulée Primary European Ethnic Culture Areas.

### Femmes
Les femmes en Bigorre, dit Deville, sont en général « fraiches et jolies ». Elles ont un air de décence et de pudeur ainsi que des manières qui, sans être libres, ne laissent pas de se ressentir de la vivacité de leur caractère, et font trouver beaucoup de charmes dans leur société. Au XIXe siècle, en ville, le ménage qu’elles dirigent forme avec l’aiguille et le tricot leur unique occupation ; à la campagne, la ménagère partage avec son époux les  travaux de la culture des terres et de la moisson, d'après Deville il y en a même plus d’une sur laquelle cette occupation pèse presque exclusivement. Aussi, les signes extérieurs de la puberté s’annoncent de très bonne heure chez la plupart d’entre elles au XIXe siècle et il n’était pas rare, avant la publication des codes, d’en voir qui étaient mères à l’âge de douze et treize ans.
Accoutumées dès leur enfance aux travaux de la campagne, ou aux occupations qui sont les attributs de leur sexe, les filles ne songent guère à sortir de la sphère dans laquelle elles sont nées au XIXe siècle : toute leur ambition se borne à espérer un jour la direction d’un ménage. Filles, elles sont vives, gaies et même un peu légères ; femmes, elles aiment sincèrement l’époux qui les attache à son sort et lui consacrent leur existence ; mères, elles s’acquittent des devoirs de la maternité avec zèle et affection, quels que soient leur état et leur fortune, elles allaitent leurs enfants et il faut des raisons bien puissantes pour les engager à les abandonner aux soins presque toujours inofficieux d’une mère étrangère. 
La femme du XIXe siècle, dans cette région, dirigée de bonne heure sur le sentier de la vertu, est accoutumée à le prendre pour le régulateur de sa conduite et Deville dit qu’on la voit rarement s’en écarter ; il ajoute que la vertu est la plus belle part de la dot que les Bigourdanes apportent à leurs époux. Néanmoins, il est des femmes qui, par leur amour excessif pour le luxe, ont ruiné leurs familles ; il en est d’autres qui, avec le goût des faux plaisirs, ont introduit le désordre dans leurs ménages. Enfin, Il y en a aussi quelques-unes qui, oubliant ce qu’elles doivent à leur rang, à leurs enfants, à la société et à elles-mêmes, trahissent la fidélité qu’elles ont jurée à leurs époux devant les autels ; mais ces exemples sont extrêmement rares.

## Croyances et superstitions
D'après Jean-Marie Joseph Deville, la superstition fut de tous temps (et encore en 1818) un des traits caractéristiques du Bigourdan. Doué d’une imagination et d’une âme ardente, il trouve un charme indéfinissable dans tous les événements qui, sortant du train ordinaire de la vie, se rattachent au merveilleux. Il écoute et il recueille avec la même avidité l’histoire des grands hommes et les contes bleus. En 1818, il y a au moins les deux tiers des personnes en Bigorre qui croient aux sorciers et sorcières (appelées localement brouches), aux loups-garous et aux revenants. L'auteur considère que, avec la tête remplie des contes qu’ils ont entendus sur l‘existence des brouches, les enfants deviennent extrêmement pusillanimes, l’effroi que leur inspirent ces êtres fantastiques les suit partout.

## Usages et coutumes
Encore en 1789, l'individu le plus accompli est celui qui montre le plus d'adresse à sauter, à dresser un cheval et à « ruer la barre » : cet exercice consiste à lancer une perche fort pesante.
Le lendemain des noces, la nouvelle initiée quitte la couche nuptiale pour relever ses attraits par une toilette recherchée et se disposer à recevoir de nombreuses visites qui, d’après l’usage, doivent venir l’obséder. Ces visites durent plusieurs jours et lorsqu’elles sont finies, les époux sont tenus de les rendre toutes, même celles des personnes dont ils avaient ignoré l’existence jusqu’au jour de leurs noces. Afin de s’acquitter de cette espèce de devoir, auquel on ne saurait déroger sous peine de passer pour incivil, les époux se munissent d’une grande quantité de cartes de visite et vont déposer une de celles-ci chez chacune des personnes qui les a honorés de sa visite.
Chaque fois qu’il fut notoire qu’un mari s’était laissé battre par sa femme, ceux qui occupaient à peu près le même rang que lui dans la société, se réunissaient en forme de mascarade sur la place publique. Une députation se rendait chez le battu et le saisissait, si elle en avait l’occasion, pour le conduire au point de réunion. Là, on le barbouillait de charbon et on le montait sur un âne, faisant face à la queue, qu’on lui mettait dans les mains. Dans cet état, un homme conduisant l’âne par le licol, on le promenait dans toutes les rues ; il y était accueilli par les huées de la populace à laquelle il servait de risée. Le cortège avait le soin de s’arrêter de temps en temps pour chanter, avec d’énormes porte-voix, une chanson patoise analogue à la circonstance et dont le refrain était : Eh ! ron lan la, l'àzou qué courréra. Les couplets avaient trait à la lâcheté du mari et à la manière dont il avait été rossé par sa femme. Les mesures prises par l’autorité ont fait tomber cet usage, il ne se pratique plus que rarement en 1818 et seulement dans les villages.
Les danses, dans cette région, ont donné naissance à un usage singulier qui existe encore en 1818 : dans bien des villages du département et surtout dans la vallée d’Azun, ce sont les filles qui paient les violons et, ce qu’il y a de plus fort, c'est qu'elles prient les cavaliers pour la contredanse. Aussi, il n’est pas rare qu’une jeune fille, éprise des formes ou des qualités d’un beau garçon, aille lui faire la cour, dans l’espoir de s’en faire aimer. Il arrive souvent aussi que lorsque les filles vont au cabaret — ce qui se voit quelquefois mais dans la montagne seulement — c’est l’amante qui paie toute la dépense.
Au XIXe siècle, un usage pieux attire deux ou trois fois par an à Héas et Bétharram un nombre important d’individus des deux sexes, motivés par des motifs différents. Les uns vont y chercher la guérison de leurs douleurs ; les autres, le pardon de leurs péchés ; quelques-uns, la fin de leur stérilité ; plusieurs, l’occasion d’escamoter les bourses des curieux ; et la plupart, la licence et la débauche. C’est une vérité constatée par tous les voyageurs désintéressés qui ont visité ces endroits. Ce pèlerinage dure deux jours et se fait deux à deux, c’est-à-dire que chaque pèlerin mène sa pèlerine, au milieu des chants religieux et profanes, la pèlerine prend au départ le bras du pèlerin qu'elle ne quitte plus qu’à son retour.

## Langage
Le dialecte que parlent traditionnellement les habitants de la Bigorre est le Bigordan, autrement écrit Bigourdan. Il s'agit d'une variété de Gascon. Au XVIIIe siècle, si le « Bigorrais agricole » cherche à communiquer dans son langage qui est passionné, rapide, ainsi qu'échauffé par les serments et les protestations, il s'agite, il précipite sa voix quelquefois à une octave au-dessous du ton naturel, pour la relever soudain jusqu'au ton le plus aigu.
En 1818, le dialecte bigourdan qui est sonore, rapide, expressif et plein d'images, est en général parlé dans toutes les familles et même dans les sociétés, à moins qu’il ne s’y trouve des étrangers et encore, il y a beaucoup de personnes qui, par habitude, ne sauraient pas s’entretenir un quart-d’heure en français sans lancer des phrases dialectales dans la conversation. Les premiers sons qui, à cette époque, frappent l’oreille des enfants sont dialectaux, leurs premiers accents le sont aussi, c’est en dialecte qu’ils jasent entre eux à la sortie du berceau. Arrivés à l’âge de sept ou huit ans et forcés, en allant à l’école, d’apprendre la langue française, ils traduisent le dialecte en français pour faciliter les choses. Sachant qu'il résulte toujours des jeux de mots de ces traductions ; par exemple, la chauve-souris s’appelle en dialecte tigne-hus, s'ils ignorent le nom français de l'animal, ils vont alors traduire littéralement tigne-hus par teigne-fuseau. Les paysans sont sous ce rapport obligés de procéder comme les enfants. Leur éducation étant très circonscrite à l'époque, il leur arrive, lorsqu’ils sont forcés de parler français, de franciser leur dialecte de la manière la plus singulière et cela tellement qu’ils ne parlent ni français ni bigourdan, mais un mélange des deux qui est presque toujours inintelligible.
Le parler bigourdan ne s’écrit pas en 1818, quoique la plupart des prêtres s’en servent pour leurs sermons afin d’être mieux entendus des auditeurs. Il est cependant susceptible d‘être écrit, il se plie très facilement aux règles de la poésie, ainsi qu’à la structure du vers. Dans France pittoresque, le langage des habitants du département des Hautes-Pyrénées est décrit comme étant vif, hyperbolique, syncopé et quelquefois dur, mais toujours expressif et fortement accentué, ce qui lui donne de la prosodie et de l'expression. Abel Hugo ajoute que ce langage est riche, abondant, propre à exprimer toutes les idées, toutes les sensations, tous les besoins, et doué sous certains rapports de netteté et de finesse.

## Costumes

Exemples
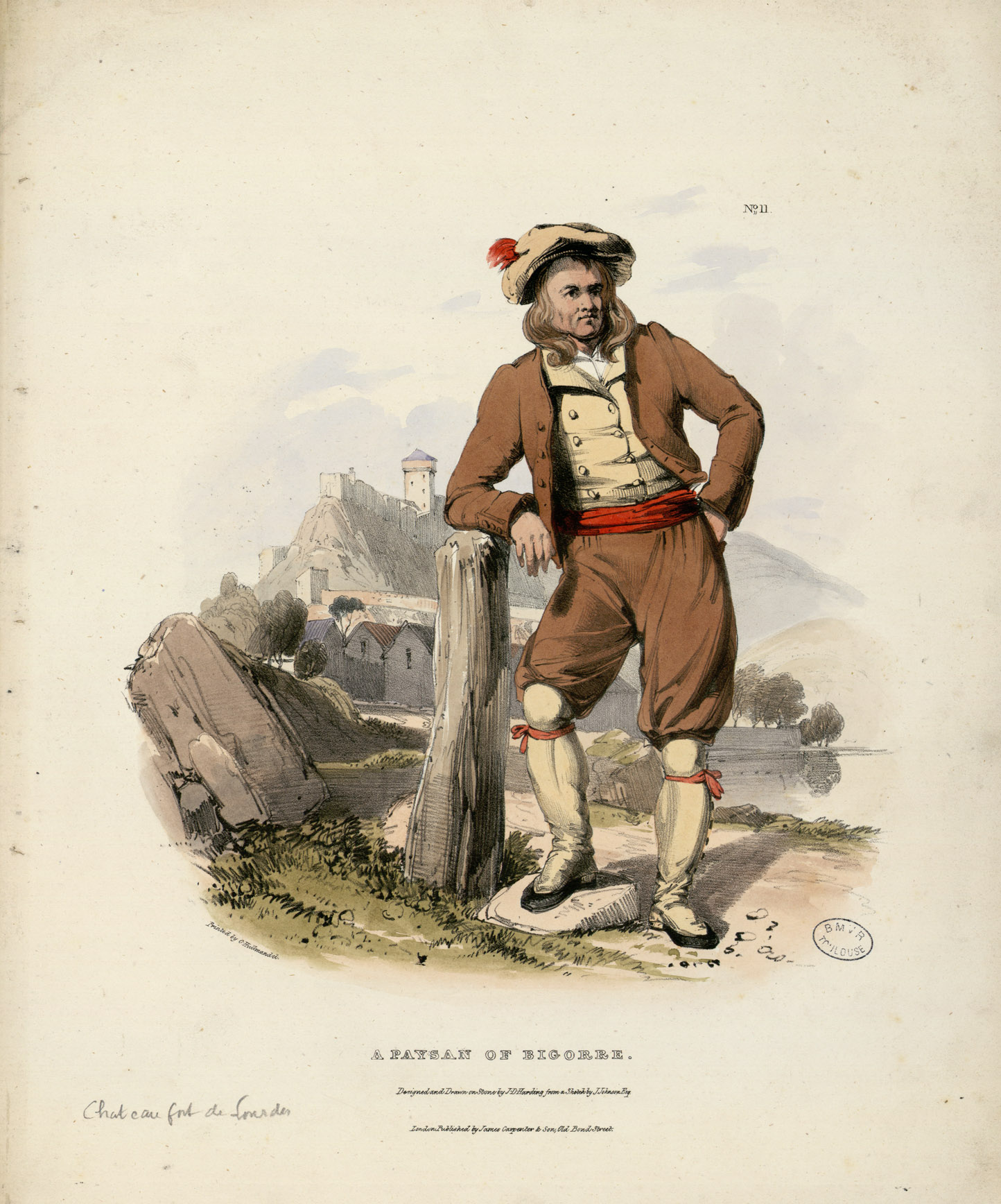
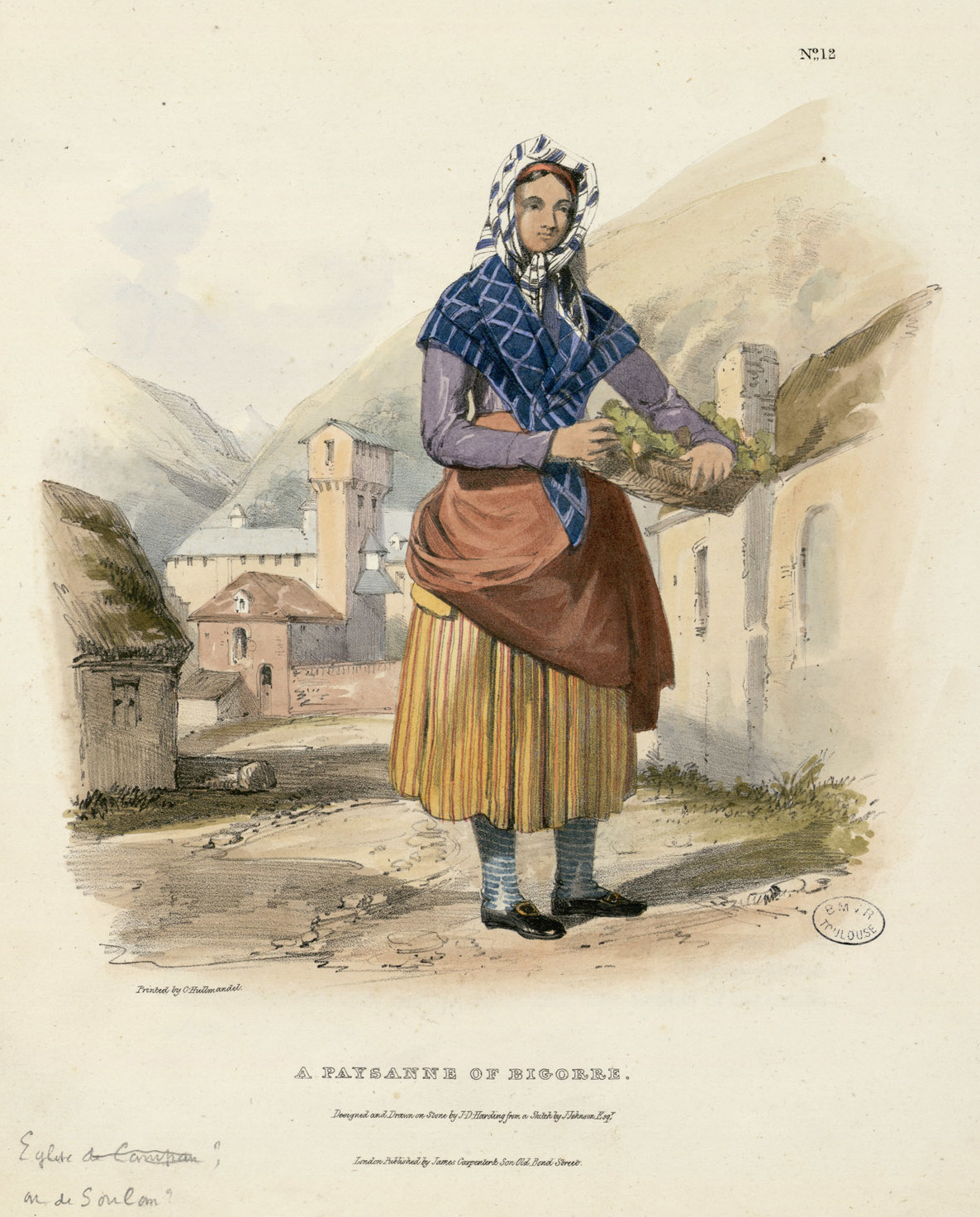
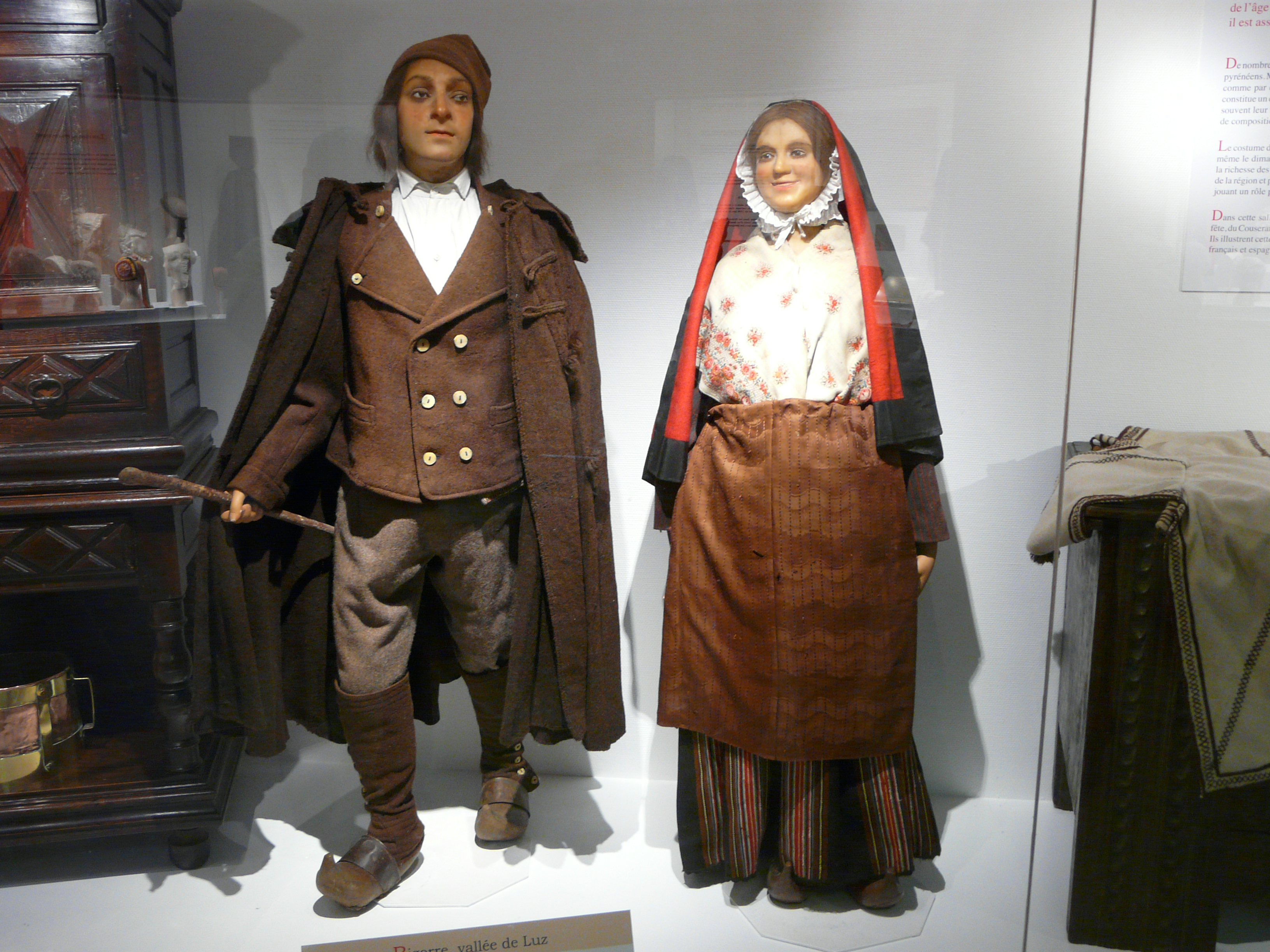
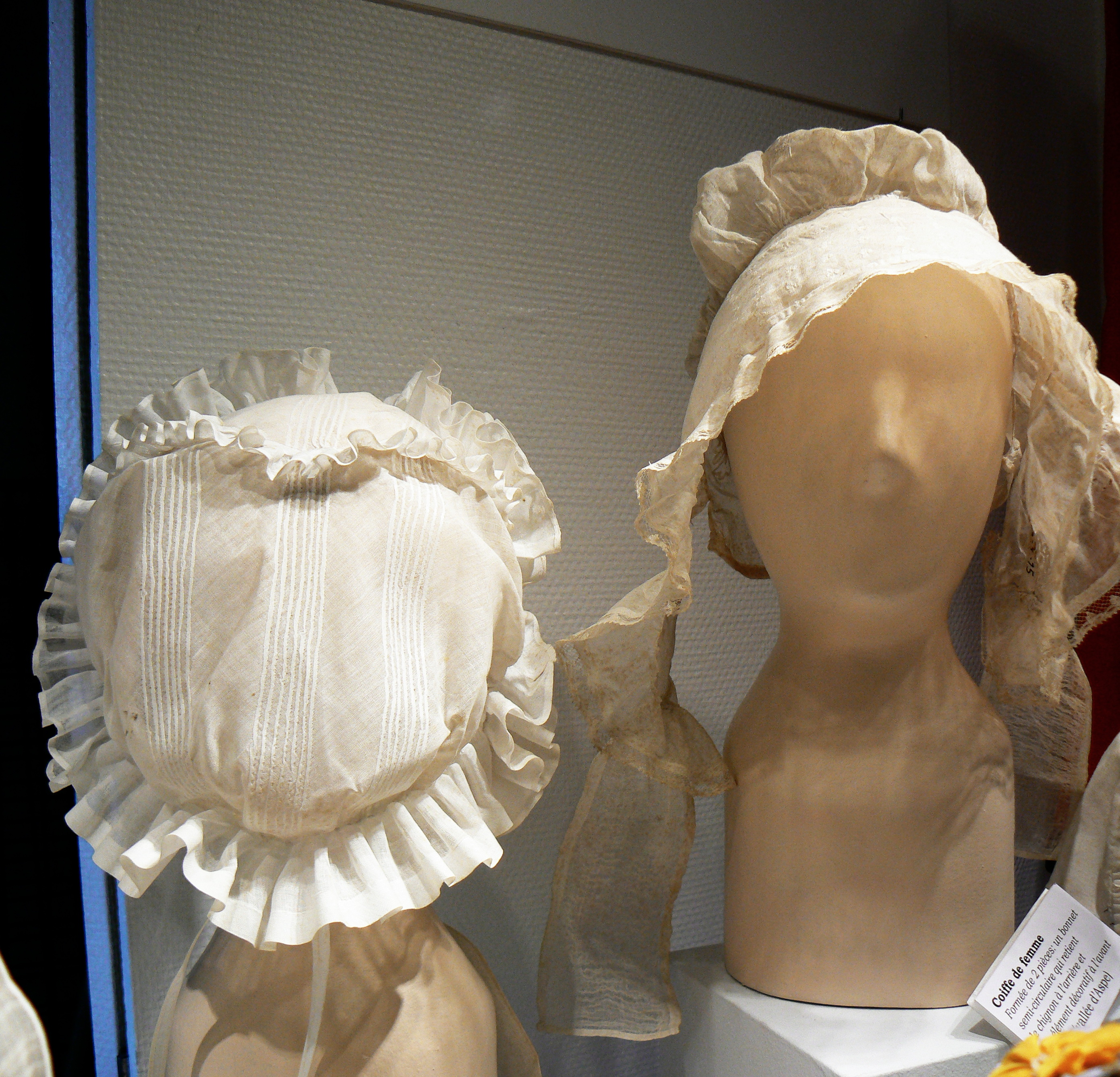

Une mise simple, mais élégante sans luxe, distingue en 1818 la femme de la ville de celle de la campagne, qui n’a pour toute parure que le coloris de la santé et une propreté assez recherchée dans son linge. Les paysannes ont cependant deux ornements qui leur sont particuliers à cette époque : le premier est une croix d’or surmontée d’un cœur de même métal, que traverse un velours de soie noire qui se noue derrière le cou et laisse tomber la croix sur la gorge ; le second est une espèce de capuchon fait en drap écarlate. Il se place sur la tête, derrière laquelle il s’élève en pointe et descend jusqu’à la taille.
En 1835, le costume des habitants des Hautes-Pyrénées est simple et commode : fait d'étoffes du pays, ce qu'il offre de plus remarquable chez les hommes comme chez les femmes est la coiffure. Pour les hommes, cette coiffure est, dans le pays de plaine, le béret aplati des Béarnais et dans la montagne un haut bonnet de laine assez ferme pour rester droit sur la tête ; les hommes portent pendant la mauvaise saison de larges capes à l'espagnole. La coiffure des femmes se compose à cette époque d'une espèce de chaperon de drap rouge, bordé de noir, qui se pose sur la tête et qu'on nomme « capulet ».

## Régime alimentaire
Le cultivateur du Bigorre du XVIIIe siècle, sobre et satisfait de peu, préfère à la viande des végétaux, des laitages et des fruits ; il n'en varie que la préparation, qui n'est pas réduite en science homicide. Le fond de sa nourriture est de la bouillie préparée avec des grains rôtis, ou seulement brunis au feu. Ce n'est pas l'estomac vide qu'il est difficile de satisfaire, c'est l'estomac blasé. Du pain noir, de l'ail et de l'eau, font vivre le laboureur.

## Démographie
En 1789, la population de la province bigourdane qui est de plus de 603 habitants par lieue carrée, est d'environ 100 000 habitants dispersés dans 384 villes ou villages.

## Migrations et diaspora
Une partie de la population bigourdane a migré aux Amériques, dont Saint-Domingue.
Vers 1900, il y a 1 005 migrants provenant des Hautes-Pyrénées à Paris. En 1891, il y a des Bigourdans dans tous les quartiers de la ville parisienne, ils sont toutefois plus nombreux dans le 5e arrondissement, en particulier dans le quartier du Jardin-des-Plantes.